# Stazione di Akigawa
La stazione di Akigawa (秋川駅?, Akigawa-eki) è una stazione ferroviaria all'interno dell'area metropolitana di Tokyo situata nella città di Akiruno, di cui è la stazione centrale, ed è servita dalla linea Itsukaichi. In origine la stazione si chiamava stazione di Nishi-Akiru (西秋留駅?, Nishi-Akiru-eki), ma dal 1987 possiede la denominazione attuale.

## Linee
JR East
■ Linea Itsukaichi

## Struttura
La stazione è costituita da due banchine laterali con due binari passanti al centro. Il fabbricato viaggiatori è realizzato a ponte sopra i binari, ai quali è collegato da scale fisse, mobili e ascensori.
| 1 | ■ Linea Itsukaichi | per Musashi-Masuko e Musashi-Itsukaichi                 |
| 2 | ■ Linea Itsukaichi | per Higashi-Akiru, Haijima, Tachikawa, Shinjuku e Tokyo |

## Stazioni adiacenti
| «                | Servizio         | »                |
| Linea Itsukaichi | Linea Itsukaichi | Linea Itsukaichi |
| ---------------- | ---------------- | ---------------- |
| Higashi-Akiru    | Tutti i treni    | Musashi-Hikida   |